# Wapen van Heteren

Het wapen van Heteren. Niet vermeld in de beschrijving maar wel aanwezig op de registertekening, een randschrift met de tekst: "Gemeentebestuur van Heteren"

Het wapen van Heteren werd op 11 september 1928 per Koninklijk Besluit door de Hoge Raad van Adel aan de Gelderse gemeente Heteren toegekend. Vanaf 2001 is het wapen niet langer als gemeentewapen in gebruik omdat de gemeente Heteren opging in de gemeente Overbetuwe. In het wapen van Overbetuwe is in het (heraldisch) linkerhelft de toren uit het wapen van Heteren opgenomen.

## Blazoenering
De blazoenering van het wapen luidt als volgt:
In goud een dwarsbalk van azuur, vergezeld van twee burchten van keel, een onder en een boven den balk, geopend en verlicht van 't schild; het schild gedekt door eene gouden kroon van drie bladeren en twee paarlen.

## Verklaring
Het wapen is een combinatie van het wapen van familie Van Heteren en een verwijzing naar twee vroegere Heterense kastelen, Nijborg en Roode Toren. Het schild is gedekt met een gravenkroon.

## Verwante wapens

Wapen van Overbetuwe